# مشابهات عصافير الملك
مشابهات عصافير الملك (الاسم العلمي: Tyrannida) هي رتبة صغيرة من الطيور تتبع رتيبة شبيهات عصافير الملك من رتبة العصفوريات.

## التصنيف
- جنس (الاسم العلمي:Piprites)
- جنس (الاسم العلمي:Calyptura)
- فصيلة عصافير الملك
  - البيوي
- فصيلة (الاسم العلمي:Pipridae)
- فصيلة (الاسم العلمي:Cotingidae)